# Rudgea foveolata
Rudgea foveolata là một loài thực vật có hoa trong họ Thiến thảo. Loài này được (Ruiz & Pav.) Zahlbr. miêu tả khoa học đầu tiên năm 1892.